# 科涅克同盟戰爭
科涅克同盟戰爭（War of the League of Cognac）是1526年至1530年神聖羅馬皇帝查理五世的哈布斯堡王朝领地（主要是神圣罗马帝国和西班牙）与科涅克同盟（包括法兰西王国、教皇克勉七世、威尼斯共和国、英格兰王国、米兰公国和佛罗伦萨共和国）之间的战争。最终哈布斯堡王朝获得胜利，双方签订《康布雷條約》，佛罗伦萨共和国灭亡，佛罗伦萨转变为世袭君主制。

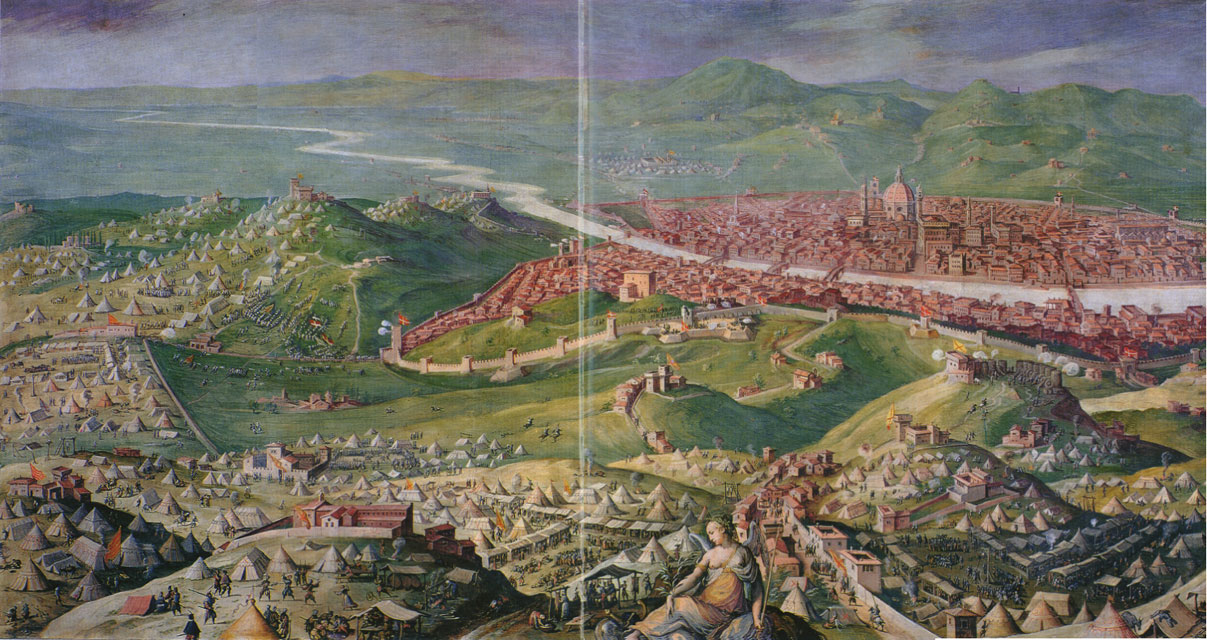
佛羅倫斯圍城，1530年

## 戰事經過
第六次義大利戰爭結束後，不願見到哈布斯堡王朝稱霸歐洲的教宗克勉七世組織了反哈布斯堡的科涅克同盟。作為反擊，帝國軍在夏爾三世·德·波旁率領下於1527年進攻羅馬；儘管夏爾三世·德·波旁本人在衝突中喪生，他的軍隊成功擊败守軍並洗劫了羅馬。
奧代·德·富瓦率領法軍試圖反擊。1528年4月法軍開始圍攻那不勒斯，守軍頑強抵抗，奧代·德·富瓦本人在8月病逝，那不勒斯圍城以法军失敗告終。到了1529年法國已無力再戰，雙方簽訂《康布雷條約》。1529年底帝國軍圍攻法國在義大利最後的盟國佛羅倫斯，1530年佛羅倫斯在加維納納戰役慘敗，科涅克同盟戰爭結束。